# Walter Risse
Walter Risse (Düsseldorf, 2 dicembre 1893 – 8 giugno 1969) è stato un calciatore tedesco, di ruolo difensore.